# Diarhija
Diarhija (iz grškega δι-, di-, »dvojno«, in -αρχία, -arhía, »vladavina«) ali duumvirat (iz latinskega duumvirātus) je hkratna vladavina dveh oseb, bodisi po zakonu, bodisi s prisilo, kjer si eden od posameznikov prilasti položaj ob obstoječem vladarju.
Zgodovinsko se izraz uporablja predvsem za razne duumvirate v Rimski republiki, ki sta jih predstavljala po dva izvoljena magistrata (višja državna uradnika) v rimskih mestih in provincah. Med današnjimi diarhijami so Andora, čigar princa sta predsednik Francije in škof Urgella, San Marino z dvema kapitanoma regentoma in Esvatini, kjer si suverenost delita kralj in njegova mati.